# Bocksjön (Västra Ny socken, Östergötland)
Bocksjön är en sjö i Motala kommun i Östergötland och ingår i Motala ströms huvudavrinningsområde. Sjön har en area på 1,26 kvadratkilometer och ligger 110,9 meter över havet. Sjön avvattnas av vattendraget Hällestadsån (Storån).

## Delavrinningsområde
Bocksjön ingår i det delavrinningsområde (650360-145474) som SMHI kallar för Utloppet av Bocksjön. Medelhöjden är 124 meter över havet och ytan är 11,88 kvadratkilometer. Det finns ett avrinningsområde uppströms, och räknas det in blir den ackumulerade arean 24,87 kvadratkilometer. Hällestadsån (Storån) som avvattnar avrinningsområdet har biflödesordning 2, vilket innebär att vattnet flödar genom totalt 2 vattendrag innan det når havet efter 104 kilometer. Avrinningsområdet består mestadels av skog (67 procent). Avrinningsområdet har 1,65 kvadratkilometer vattenytor vilket ger det en sjöprocent på 13,9 procent.